# ガジボダ湖
ガジボダ湖 （ガジボダこ、セルビア語: Језеро Газиводе ）またはウジマン湖（ウジマンこ、アルバニア語: Liqeni i Ujmanit ）とは、コソボとセルビアに跨る人工湖である。ガジボダ湖の面積は12平方キロメートル (4.6 sq mi)で、そのうち9.2平方キロメートル (3.6 sq mi) は北コソボの領土内、2.7平方キロメートル (1.0 sq mi) はセルビアの領土内にある。湖は、イバル川の流れをせき止めて形成されている。この湖では、コソボの消費電力の95％を発電し、人口約180万人の３分の一の飲料水を賄っている。

## 歴史
1960年代、拡大するコソボ社会主義自治州の人口と経済のエネルギー需要を賄うために、イバル川を堰き止めて貯水池を作り、水力発電を行うプロジェクトがあった。ガジヴォダ湖は1973年から1978年の間に造られた。一部の情報筋は、地域に住んでいた1000人または230人が移転したと主張している。このプロジェクトは、ユーゴスラビアの国営水力発電開発会社であるエネルゴプロジェクトによって実施された（主な請負業者は、ベオグラードを拠点とする企業「Hidrotehnika」）。
ガジボダ湖の建設費は9,000万ドルであった。うち半分は、ユーゴスラビアのインフラ開発基金（この基金は、全連邦共和国・自治州の税金が財源であった）で賄われた。残り半分は、世界銀行からの融資で賄われた。 1990年代のユーゴスラビア解体と2008年のコソボ独立宣言は、セルビア共和国とコソボの間でガジボダの所有権についての論争を引き起こした。
セルビア側は、ポストユーゴスラビア時代にほとんどの融資義務がセルビアに移されたため、セルビアがプロジェクトの法的所有者として認められるべきだと主張している。一方コソボ側は、世界銀行による融資の責任を負う法人はコソボ社会主義自治州であり、法人としてのセルビアはプロジェクトの資金調達に関与していなかったと主張している。コソボはさらに、自治州とコソボおよびセルビアの両方に移転した人々に対する補償は、コソボ州の機関のみが支払ったと主張している。
このダムは現在、セルビアに忠誠を誓う北コソボのセルビア人によって支配されている。
2020年にアメリカが仲介して行われたコソボ・セルビア間の協議（ベオグラード・プリシュティナ間交渉）では、この湖の呼称を巡って紛糾し、リチャード・グレネル大使が冗談のつもりで当時の大統領ドナルド・トランプに因んで「仮にトランプ湖としたら如何」と提案したところ、アレクサンダル・ヴチッチ大統領とアブドゥッラー・ホティ首相の両首脳が応じ、実際に合意発表後には湖水のセルビア側にあるダムに「トランプ湖」と書かれた横断幕が掲げられた。一方で地元住民らはこの呼称を歓迎しておらず、浸透していない模様である。

## 考古学的発見
イバル盆地の領域では、ローマ時代のネクロポリスや中世のアンジュー家の王妃ヘレンの宮廷がズビン・ポトク近くのブルニャックにあり、彼女が設立した貧しい少女のための職業訓練学校は、地元の人々からバルカン半島での女性のための最初の学校と呼ばれている。湖の中からは、墓石、おそらく中世の遺物、セルビア正教の教会、19世紀の家などが見つかっている。それらが古代や中世に関係しているかどうかはまだ不明である。ロシアの考古学者のチームは、湖の考古学的発見物をマッピングし、古代との関連の可能性を調査するプロジェクトに着手している。